# Águilas (stacja kolejowa)
Águilas (hiszp: Estación de Águilas) – stacja kolejowa w Águilas, we wspólnocie autonomicznej Murcja, w Hiszpanii. Jest to druga stacja obok Águilas-El Labradorcico zarządzana przez ADIF i obsługiwana przez Renfe Operadora. Jest to stacja końcowa dla linii Murcja-Águilas.
Na stacji zatrzymują się pociągi linii C-2 Cercanías Murcia/Alicante. Trzy z 16 pociągów do Águilas kursuje do Murcji, natomiast pozostała część kończy bieg w Lorca.
Tuż obok dworca znajduje się przystanek autobusowy.
| Águilas                 |
| Linia Murcja – Águilas  |
| Águilas-El Labradorcico |